# Solidaridad Nacional
Solidaridad Nacional fou un diari del matins, en llengua castellana i addicte al Règim, que es va implantar arran de la victòria de les dretes que es van rebel·lar contra la II República Espanyola. Va néixer com a setmanari el juny de 1936, poc temps abans de l'esclat de la Guerra Civil, però només s'editaren tres exemplars. Fruit de la confiscació de l'òrgan de premsa proletari Solidaridad Obrera (diari), esdevé diari. El diari pertanyia a Falange Española Tradicionalista y de las Juntas de Ofensiva Nacional Sindicalista.
Amb els anys, Solidaridad Nacional va tenir diferents capçaleres que estaven relacionades amb la subtil evolució del diari: el 14 de febrer de 1939 surt al carrer el primer exemple amb el subtítol "Diario de la revolución nacional-sindicalista". A partir del 14 de febrer de 1940 fou el "Diario de la Falange española Tradicionalista y de las JONS". El 1957 és "Diario sindicalista de Cataluña" i a partir del 13 de juny de 1970 "Diario Regional". Del 1973 fins a la clausura, el 16 de juny de 1979, només va ser “Solidaridad Nacional”.
Segons Jaume Fabre, aquest diari va començar amb un tiratge de 12.000 exemplars i va arribar a un màxim de 100.000 (s'ha de tenir en compte els límits que imposaven els "cupos" de paper). Aquest increment es deu en gran part al suport oficial; tots els departaments oficials s'hi van subscriure i, a més, certs petits negocis com perruqueries podrien evitar problemes.
La redacció i els tallers estaven al Carrer Consell 202 de Barcelona. Entre els diversos col·laboradors hi trobem Luys Santa Marina (director), Federico Gallo (director), Camilo José Cela, Manuel Vázquez Montalbán, Lluís Marsillach, Robert Saladrigas, Magda Solé, Enrique Rubio, Feliciano Baratech, Martí de Riquer, Lluís Bertran i Pijoan… I com a periodistes esportius, Alfredo Rueda, Josep Corominas i Colet, entre d'altres.